# 竜機伝承
『竜機伝承』（りゅうきでんしょう）は、1996年にケイエスエスより発売されたパーソナルコンピュータ用ロールプレイングゲーム。『竜機伝承』シリーズの1作目。
本稿では移植版、派生作品、ならびにシリーズの2作目『竜機伝承2』と3作目『竜機伝承3 〜黄昏に導かれし者たち〜』についても解説する。

## あらすじ
機械技術が発展した世界にて、軍事帝国は機械文明を利用しようと企んでいた。
そんな中、少年セディーは記憶喪失の「ミュウ」という少女と出会い、彼女の故郷を探す旅に出たのだった。

## 登場人物
声優名は移植版でのもの。
セディー・キャリバー
声：石田彰
本作の主人公。15才。北の辺境に位置する村で育った。純朴で正義感の強い少年。騎士団の団長を務めたこともある父親によって小さい頃から剣術を鍛えられており、剣の実力は高い。
ミュウ
声：國府田マリ子
名前以外の記憶をすべて失っており、それを取り戻すためにセディと冒険の旅に出ることになる。不思議な“力”を使ったり、1人だけ“銃”を装備できるなど神秘的な少女。
ミリイ・キャリバー
声：宮村優子
セディーの妹。12才。好奇心旺盛で感情豊かな少女。考えるより行動が先な性格の為トラブルメーカーになる事もしばしば。
レイン・フェアルード
声：関俊彦
フェアルード国の王子という立場にいるが、街に出て遊び歩いている。しかし、いざというときには父譲りの槍術で加勢する頼りになる存在。
リリス・マクギーニ
声：今井由香
少年盗賊バブと組んで、ノベールの港町で盗賊稼業を営む魔法使いの女の子。困っている人を見たら放っておけない姉御肌な性格。
バブレート・ジェシル
声：そのざきみえ
リリスと共にノベールの港町で盗賊稼業を営む。天涯孤独の盗賊少年。幼い頃から自分の力だけで生きてきた過去が、彼にたぐいまれな盗みの技とナイフの腕を与えた。
バシュア・グレアガルバ
声：室園丈裕
その巨大からは想像できないスピードで剣を操り、さらには強力な魔法まで使いこなす。凄腕の暗殺者。現在は、南方にある軍事国家・ガルバード帝国に雇われている。
ランドール・ガプルアード
声：柳沢栄治
ガモン
声：柳沢栄治
ディン・バイアランス
声：遠近孝一
キュイ
声：中川亜紀子
天の使いとされる“青い瞳の竜”の伝説が残る、アインホルン湖。その湖底にある神殿に1人で住んでいた少年。性格は子どもっぽいが戦闘となると大人顔負けの実力を発揮する。
シルバーニャ・バルファルド
声：星野千寿子
細見の体で風のように森を抜け、目にも止まらぬ早業で弓を射るところから“疾風”のシルバと呼ばれる美少女狩人。
ジェノア・カレジナル
声：保志総一朗
世界一の産業都市ハイラッドの大学で、“機械”の研究に励む青年。飛行機械の製造の憧れており、師であるベンディ博士とともに、研究・開発に打ち込む日々を送っていたが、あることをきっかけにパーティの一員となる。
ジェダイ
声：保志総一郎
マール
声：柳原みわ
小柄な体に似合わない大きな袋を持ち、その中にたくさんのアイテムを入れて運ぶ、“運び屋”を生業にしているノームの女の子。
プティル
声：柳原みわ
旅の途中で、ミュウが謎の老人・ゲイトから譲り受けた、魔獣の子供。戦闘では攻撃よりも回復系の魔法で活躍する。
ゲイト・グランパス
声：村瀬喜一郎
ガブリエル
声：村瀬喜一郎
ベンディ
声：堀川仁
ジークハルト
声：堀川仁
メル・スターダスト
声：梶村ひろこ
アルファ
声：梶村ひろこ
テセラ
声：梶村ひろこ
マリア
声：島涼香
ドゥフト
声：松下美由紀
マーシュ・ギアハザード
声：伊藤健太郎

## 移植版
竜機伝承プラス
1997年3月に発売されたWindows向けゲームソフト。
竜機伝承〜DRAGOON〜
1997年12月に発売されたPlayStation向けゲームソフト。2011年7月6日にはガンホーよりゲームアーカイブスでの配信が行われた。

## 竜機伝承2
1997年6月にケイエスエスにより発売されたパーソナルコンピュータ用ロールプレイングゲーム。竜機伝承シリーズの2作目。

### 登場人物（竜機伝承2）
セシル・グラナード
声：上田祐司
主人公。
フィナ・マルフィール
声：岩男潤子
ルーチェ・リュビ
声：中川亜紀子
ティエラ・エムロード
声：今井由香
エミリー・アルジェント
声：飯塚雅弓
イグニス（ドラゴンモード）
声： 柳沢栄治
バディ・サルドニクス
声：堀川仁
ゲルプ
声：柳沢栄治
ラルフ・ランバース
声：森久保祥太郎
ミルキィー・キャリング
声：小西寛子
シェイド・ピエーナ
声：伊藤健太郎
ティン
声：小池かの子
ガディス・ズィーベント
声：坂東尚樹
デューネ
声：伊藤健太郎
プルム・マルフィール
声：浅田葉子
ルカ・アンバール
声：白河真由
ロレン・ペルル
声：池澤春菜
パンプット・ダティーマルク
声：村上高志
ルード参謀
声：村上高志
ケリィ副長
声：梶村ひろこ
サティア
声：浅田葉子
リリナ・グラナード
声：井上喜久子
セシルの姉。

## 竜機伝承3 〜黄昏に導かれし者たち〜
『竜機伝承3 〜黄昏に導かれし者たち〜』は、2000年1月28日にケイエスエスにより発売されたパーソナルコンピュータ（Windows 95/98）用ロールプレイングゲームであり、竜機伝承シリーズの3作目にあたる。

### 登場人物（竜機伝承3）
セリス
声：松野太紀
主人公。
パティ
声：堀江由衣
ミスティ
声：星野千寿子
アリス
声：高橋理恵子
カノン
声：置鮎龍太郎
ルミナ
声：今井由香
ルドルフ
声：千田光男
エリス
声：松来未祐
シオン
声：森川智之
ディーン
声：平田広明
アクイナス
声：堀川仁
ダークネス
声：成田剣
デスシャドウ
声：松岡文雄
ガイア
声：松本大
ラミア
声：百々麻子
ミカエル
声：茂呂田かおる
ブレッド
声：成田剣
神龍の女神
声：星野千寿子
風の精霊
声：高橋理恵子
水の精霊
声：茂呂田かおる
みーにゃ
声：松来未祐

## OVA
1997年に『竜機伝承』がOVA化。全4巻予定だったが4巻は何故か発売されず未完のまま終わった。
- Legend1 出発（たびだち） 1997年7月25日発売[11]
- Legend2 策謀（わな） 1997年9月26日発売[11]
- Legend3 暁光（きぼう） 1997年11月28日発売[11]

2001年2月23日に全3話をDVDに纏めた『全集』が発売された。

### あらすじ (OVA)
セディは雪の中で記憶を失った少女ミュウを助ける。彼女は帝国から狙われている身だった。妹のミリィと共にミュウを守りながら記憶喪失の謎を追う冒険の旅に出るが、さらに失われた“竜機（ドラグーン）”を探す事となる。自分の父を殺した仇との出会いにも繋がっていく事を知らずに。

### 登場人物 (OVA)
セディ
声：石田彰
ミュウ
声：國府田マリ子
ミリィ
声：宮村優子
レイン
声：関俊彦
リリス
声：今井由香
バブ
声：そのざきみえ
ガブリエル
声：飯塚昭三
ランディ
声：子安武人
ランドール
声：安原義人
バシュア
声：大塚明夫
レイモンド
声：菅生隆之
セディの父。
テセラ
声：梶村ひろこ
神父
声：塚田正昭
フィオレナ
声：土井美加
ガント
声：松本大

### スタッフ
- 監督・絵コンテ・演出 - 前島健一
- シリーズ構成 - 小出一巳
- 脚本 - 出崎遠太
- キャラクターデザイン - 高田詩乃
- メカニックデザイン - 西村聡
- 作画監督 - 永田正美
- 美術監督 - 西倉力
- 色彩設定 - 村上芳枝
- 撮影監督 - 小澤次雄
- 編集 - 寺内聡
- 音楽 - 山本はるきち、樋口秀樹
- 音響監督 - 高桑一
- 音響プロデューサー - 飯塚康一
- プロデューサー - 岩川広司、蛯名雅人（2、3）
- 制作プロデューサー - 松崎義之
- アニメーション制作 - マジックバス
- 製作 - ケイエスエス

### 主題歌
オープニングテーマ「最初の勇気」
作詞 - 佐藤ありす / 作曲 - 荒瀬由美子 / 編曲 - 関根安里 / 歌 - 今井由香

## 小説
竜機伝承―フィルソレイナの蒼い月 前篇・後篇
作：神山修一

## CDドラマ
竜機伝承 外伝
内容は「ミリィ外伝」となっている。